# حیات وحش ویتنام

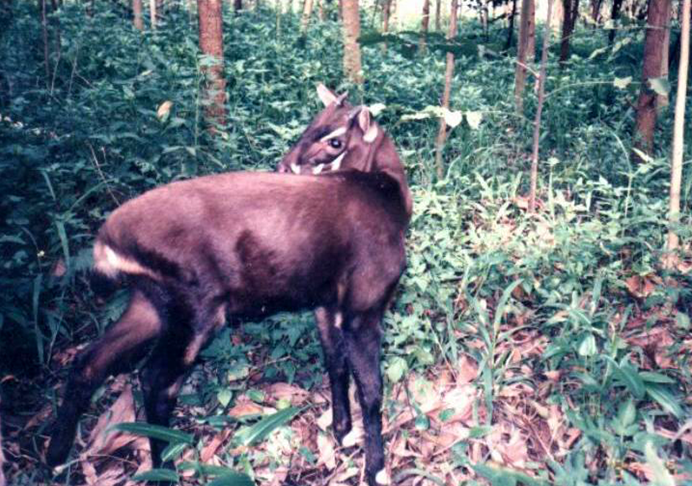
شاخ‌دوکی که در سال ۱۹۹۲ در ویتنام کشف شد

حیات وحش ویتنام غنی از گیاگان و زیاگان است که تنوع زیستی منحصربه‌فرد آن این را بازتاب می‌دهد. حیوان نادر و بوم‌زاد شاخ‌درازمانندی که در زیرخانواده گاویان طبقه‌بندی شده، در سال ۱۹۹۲ در پارک ملی باک مائا یافت شد. در دهه ۱۹۹۰ سه گونه پستاندار بزرگ دیگر، گوزن فریادکش ترونگ سان، گوزن فریادکش بزرگ و گوزن فریادکش پو هوآت نیز کشف شدند؛ دو تای اول در یک پارک.
تنوع غنی حیات وحش ویتنام شامل ۱۱٬۴۰۰ گونه از آوندداران، ۱۰۳۰ گونه خزه، ۳۱۰ گونه پستاندار، ۲۹۶ گونه خزنده، ۱۶۲ گونه دوزیست، ۷۰۰ گونه ماهی آب شیرین و ۲۰۰۰ گونه ماهی دریایی است. حدود ۸۸۹ گونه پرنده و بیش از ۸۵۰ گونه از نرم‌تنان در این کشور هستند. با این حال، یک بررسی از سوی صندوق جهانی طبیعت گزارش کرد که نزدیک به ۱۰٪ حیات وحش این کشور در معرض انقراض هستند. ویتنام طبق این بررسی از لحاظ نسبت گونه‌هایی از حیات وحش که مشخص شد در خطر هستند، از میان ۱۵۲ کشور در رده شانزدهم قرار گرفته‌است.

## کتابشناسی
- Ray, Nick; Balasingamchow, Yu-Mei (15 September 2010). Vietnam. Lonely Planet. p. 394. ISBN 978-1-74220-389-8. Retrieved 6 April 2013.